# شمشیربازی در المپیک تابستانی ۱۹۸۰
شمشیربازی در بازی‌های المپیک تابستانی ۱۹۸۰ نام رویداد ورزش شمشیربازی در بازی‌های المپیک تابستانی بود که در سال ۱۹۸۰ برگزار شد.

## جدول مدال‌ها
| رتبه | کشور              | طلا | نقره | برنز | مجموع |
| ۱    | فرانسه (FRA)      | ۴   | ۱    | ۱    | ۶     |
| ۲    | اتحاد شوروی (URS) | ۳   | ۳    | ۲    | ۸     |
| ۳    | سوئد (SWE)        | ۱   | ۰    | ۰    | ۱     |
| ۴    | مجارستان (HUN)    | ۰   | ۲    | ۳    | ۵     |
| ۵    | لهستان (POL)      | ۰   | ۱    | ۲    | ۳     |
| ۶    | ایتالیا (ITA)     | ۰   | ۱    | ۰    | ۱     |

## کشورهای شرکت کننده
| - الجزایر (۱) - استرالیا (۳) - بلژیک (۳) - بلغارستان (۴) - کوبا (۱۲) - چکسلواکی (۷) - دانمارک (۱) | - آلمان شرقی (۱۴) - فنلاند (۵) - فرانسه (۱۶) - بریتانیای کبیر (۱۱) - مجارستان (۱۸) - ایتالیا (۱۳) - کویت (۹) | - لبنان (۲) - لهستان (۱۸) - رومانی (۱۸) - اتحاد شوروی (۱۷) - اسپانیا (۴) - سوئد (۶) |